# Rizzo & Rizzo Shoes Ltd. (Re)
Rizzo & Rizzo Shoes Ltd. (Re)  est un arrêt de principe de la Cour suprême du Canada rendu en 1998 concernant la priorité des intérêts des employés lorsqu'une entreprise déclare faillite.
Le jugement reposait sur l'interprétation de la Loi sur les normes d'emploi de l'Ontario. Il a été rendu pour marquer l'adoption par la Cour suprême du Canada de l'approche téléologique de l'interprétation des lois. Pour cette raison, a depuis été fréquemment cité dans les décisions subséquentes des tribunaux canadiens, presque chaque fois qu'une loi est interprétée.

## Les faits
Rizzo & Rizzo Shoes Ltd. s'est déclarée en faillite ; les employés ont par la suite perdu leur emploi. L'entreprise a payé tous les salaires, traitements, commissions et indemnités de vacances jusqu'à la cessation d'emploi. Le ministère du Travail de la province de l'Ontario a effectué un audit de l'entreprise pour s'assurer qu'aucun autre paiement n'était dû aux anciens employés en vertu de la Loi sur les normes d'emploi (LNE).
Une preuve de réclamation a été soumise à un syndic, qui a par la suite rejeté la réclamation. Selon le syndic, la faillite d'une entreprise ne constitue pas un congédiement; ainsi, les anciens employés de Rizzo & Rizzo Shoes n'ont obtenu aucun droit positif à une indemnité de départ, de cessation d'emploi ou de vacances en vertu de la LNE.

## Jugement de première instance
L'affaire a été portée devant la Cour de l'Ontario (Division générale) où le juge a donné raison au ministère du Travail et a autorisé le paiement des anciens employés soient payés.

## Jugement d'appel
Cependant, la Cour d'appel de l'Ontario a renversé la décision et rétabli la décision du syndic.

## Autorisation d'appeler des anciens employés de la société
Le ministère a demandé l'autorisation d'interjeter appel du jugement de la Cour d'appel, mais s'est retiré de sa demande. À la suite de l'abandon de l'appel, le syndic a versé un dividende aux créanciers de Rizzo, laissant ainsi beaucoup moins de fonds dans la succession.
Par la suite, les appelants, cinq anciens employés de Rizzo, ont demandé l'annulation de l'abandon de l'appel, se sont ajoutés comme parties à l'instance et ont demandé et obtenu une ordonnance leur accordant l'autorisation d'en appeler.

## Jugement de la Cour suprême
Le pourvoi des anciens employés de Rizzo & Rizzo Shoes est accueilli. Dans une décision unanime, la Cour a estimé qu'ils avaient droit aux paiements.

## Motifs du jugement
Alors que le langage clair de la Loi semblait suggérer que l'indemnité de cessation d'emploi et l'indemnité de départ n'étaient payables que lorsque l'employeur mettait fin à l'emploi, la Cour a statué que les mots d'une Loi doivent être lus dans leur contexte entier et dans leur sens ordinaire et grammatical en harmonie avec l'esprit de la loi, l'objet de la loi et l'intention du législateur.
Le juge Iacobucci a écrit :

« Elmer Driedger dans son ouvrage intitulé Construction of Statutes (2e éd. 1983) résume le mieux la méthode que je privilégie.  Il reconnaît que l’interprétation législative ne peut pas être fondée sur le seul libellé du texte de loi.  À la p. 87, il dit:
[TRADUCTION] Aujourd’hui il n’y a qu’un seul principe ou solution: il faut lire les termes d’une loi dans leur contexte global en suivant le sens ordinaire et grammatical qui s’harmonise avec l’esprit de la loi, l’objet de la loi et l’intention du législateur. »

La Cour d'appel n'a pas interprété le libellé de la Loi conformément à cette lecture large, d'après la Cour suprême. Elle a observé que l'objet des dispositions relatives à l’indemnité de licenciement et à l’indemnité de cessation d’emploi était de protéger les employés, de reconnaître leur service et leur investissement dans l'entreprise de l'employeur et de les protéger contre les effets néfastes d'un bouleversement économique.
La Cour suprême a statué qu'il serait absurde de conclure que les employés qui disposaient de moins ancienneté et qui furent congédiés avant la faillite auraient droit à une indemnité de licenciement et à une indemnité de cessation alors que les employés avec plus d'ancienneté qui furent congédiés après la faillite n'auraient pas droit à ces indemnités :

« Le juge de première instance a noté à juste titre que, si les dispositions relatives à l’indemnité de licenciement et à l’indemnité de cessation d’emploi de la LNE  ne s’appliquent pas en cas de faillite, les employés qui auraient eu la « chance » d’être congédiés la veille de la faillite auraient droit à ces indemnités, alors que ceux qui perdraient leur emploi le jour où la faillite devient définitive n’y auraient pas droit.  À mon avis, l’absurdité de cette conséquence est particulièrement évidente dans les milieux syndiqués où les mises à pied se font selon l’ancienneté.  Plus un employé a de l’ancienneté, plus il a investi dans l’entreprise de l’employeur et plus son droit à une indemnité de licenciement et à une indemnité de cessation d’emploi est fondé.  Pourtant, c’est le personnel ayant le plus d’ancienneté qui risque de travailler jusqu’au moment de la faillite et de perdre ainsi le droit d’obtenir ces indemnités. »

La Cour suprême a également statué que l'historique législatif des dispositions relatives aux indemnités de cessation d'emploi et aux autres dispositions de la LNE appuyait une interprétation selon laquelle ces prestations étaient payables aux employés dont l'emploi prend fin en cas de faillite.
La Cour a en outre ordonné au ministère du Travail de payer les frais des employés, puisqu'il n'avait fourni au tribunal aucune preuve quant aux efforts qu'il avait déployés pour aviser ou obtenir le consentement des employés de Rizzo avant de se désister de sa demande d'autorisation d'appel à la Cour suprême en leur nom.